# The Philadelphia Negro
The Philadelphia Negro (Los negros de Filadelfia) es un estudio sociológico clásico de la población afroamericana de Filadelfia hecho por W. E. B. Du Bois. Por encargo de la Universidad de Pensilvania y publicado en 1899. Para realizar el estudio, Du Bois reunió información en el período entre agosto de 1896 y diciembre de 1897. En el momento de la realización de sus investigaciones, fue casa por casa y llevó a cabo entrevistas personales con cada cabeza de familia individual y combinó sus datos con el censo para analizar las condiciones sociales y económicas de los afroamericanos en Filadelfia. Concluye que la miseria encuentra su origen principal en un particularismo negro en los Estados Unidos, que no se aplica, por ejemplo, a los inmigrantes y que hace que los negros se reduzcan a la miseria debido a los prejuicios de los blancos.
Siendo este trabajo es uno de los primeros ejemplares de sociología basado en estadísticas cuantitativas en las ciencias sociales, Du Bois empleó diagramas de barras horizontales transformándose uno de los primeros ejemplos del uso de gráficas de información en las ciencias sociales. El empleo de gráficas y estadísticas representa un esfuerzo innovador y pionero al infundir el campo de la sociología con los aspectos de la ciencia cuantitativa. La investigación metódica le llevó a ir casa por casa repatiendo cientos de cuestionarios y testimonios, produciendo cartografías y análisis de los datos recopilados y los publicó en 1899 en un trabajo fundador para la historia de la sociología.
Este alejamiento de la abstracción es importante porque Du Bois basa gran parte del trabajo previo en una retórica cuidadosamente elaborada. Aquí, las gráficas dirigen el estudio a otro tipo de retórica - una retórica visual. Las gráficas visuales y las estadísticas hablan por sí mismas, haciendo que el proyecto político de Du Bois quede más explícito y visceral para expresarse. En The Philadelphia Negro Du Bois también hace un uso extensivo de notas al pie, que utilizaba con frecuencia para editorializar o proporcionar información de fondo sobre los temas entrevistados.
En muchas ocasiones después de la publicación del estudio, Du Bois hizo referencia a su relación tensa con la comunidad afroamericana de Filadelfia. En su última autobiografía, afirmó que "las personas de color de Filadelfia no [lo] recibieron con los brazos abiertos" y sostiene que sus experiencias en la realización del estudio "le enseñó que el mero hecho de nacer en un grupo, no necesariamente hace a alguien poseedor de un completo conocimiento al respecto." Aunque elogiado por Max Weber, este trabajo a fue olvidado como una de las obras fundadoras de la sociología.

## Libro

### Problema
En la década de 1890, la población negra en Filadelfia estaba afectada por muchos de los problemas observados en los Estados Unidos en áreas de bajo estatus socioeconómico. El crimen, la pobreza y la adicción a las drogas se encuentran entre los muchos problemas que se ocupó la población de Negro de Filadelfia que se sumó al aparente "plaga" social de la comunidad.

### Muestra

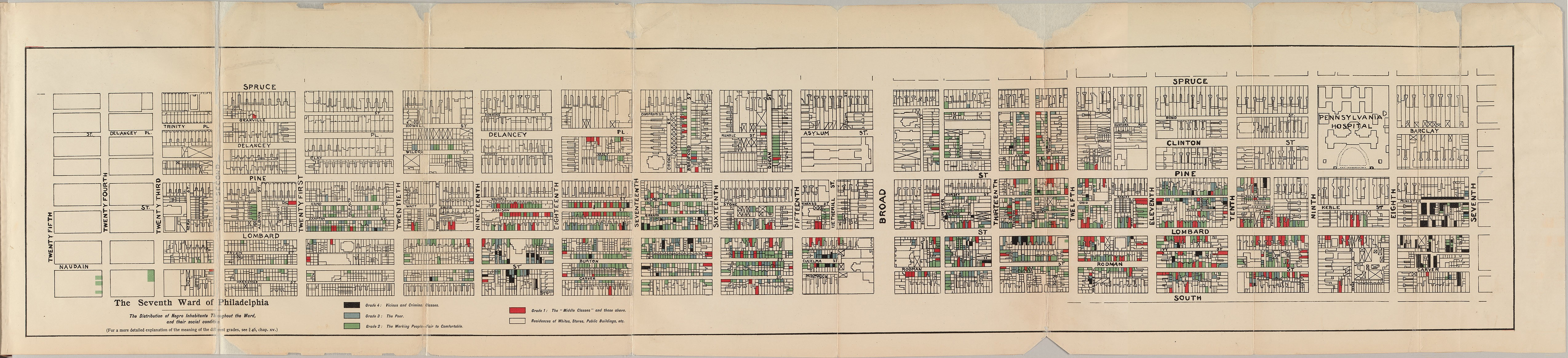
Distribución de habitantes afroamericanos del Barrio 7º, en The Philadelphia Negro

Para recopilar datos de encuestas, Du Bois y su esposa se mudaron al Barrio 7ª  de Filadelfia y distribuyó la encuesta en habitaciones empobrecidas en Saint Mary Street, desde 1896 hasta 1897. Con su único asistente nombrado, Isabel Eaton fue empleado para " Investigación de archivo, estadísticas descriptivas y cuestionarios ". Estas encuestas implicaban preguntas sobre ocupaciones, salud, educación y vida religiosa, social y familiar. Desde realizar un examen puerta a puerta de la sala, Du Bois y Eaton pudieron recolectar más de 5,000 entrevistas personales. Los datos de esta encuesta incluyeron un número de censo de individuos negros dentro de la ciudad, información sobre sus lugares de nacimiento, ocupación, la edad del encuestado, el sexo del encuestado, etc.
El tamaño de la muestra para el estudio de Du Bois fue limitado, ya que abarcaba desde el abeto a South Street y desde la Séptima calle hasta el río Schuylkill. Sin embargo, dentro de este vecindario, había una diversidad increíble. Su franja occidental fue ocupada por blancos ricos, su centro lleno de una de las concentraciones más densas de las élites negras del país, y su frente oriental habitado por numerosos pobres de ambas razas. El lado este también era notorio como el gueto negro de la ciudad.

### Hallazgos
Los hallazgos de la investigación de Filadelfia revelaron una comunidad de diversidad y avanzando; Sin embargo, reafirmó simultáneamente la realidad de la pobreza, el crimen y el analfabetismo. Al abordar esta contradicción, Du Bois explicó que los miembros negros de la comunidad poseían su propia estructura de clase interna y, por lo tanto, no deben ser juzgados únicamente por ser una "décima sumergida", el 10% debajo de la superficie de la viabilidad socioeconómica.  Así del mismo modo, el "problema negro" era aparentemente "no un problema, sino más bien un plexo de problemas sociales", y tenía menos correlación con una "patología social" negra que con la aplicación de la discriminación racial de los blancos y una provisión de oportunidades desiguales.
Du Bois enfatizó las causas socioeconómicas e históricas del "problema negro", especialmente la exclusión de los negros de los principales empleos industriales de la ciudad, la prevalencia de casas unifamiliares negras y el continuo legado de la esclavitud y las desiguales relaciones raciales. Tal disposición sesgada era evidente en la vivienda. Du Bois descubrió que los afroamericanos tenían que pagar "alquileres anormalmente altos por alojamientos más pobrecarios, y el prejuicio de raza acentúa esta dificultad, de la cual crecen muchos males".
Du Bois termina su estudio con una sección titulada "El significado de todo esto". En esta sección explica cómo el dilema general que los negros en Estados Unidos enfrentaban puestos a su imagen a los ojos de la mayoría de los estadounidenses. Al cambiar la forma en que se perciben los negros en Estados Unidos, de inferior a igualmente capaz, muchos de los problemas vistos en la comunidad negra disminuirían. Du Bois documenta que si se espera que ocurra el cambio en las comunidades negras de Filadelfia, tanto las comunidades blancas como las negras deben trabajar en conjunto. Asigna responsabilidades para negros y blancos para la solución de problemas en esta sección.